# Печский округ (Республика Косово)
Печский округ — административная единица частично признанной Республики Косово, один из семи округов (согласно административному делению УНМИК). Центр округа — город Печ.
Соответствует переформированному Печскому округу по сербскому административному делению содержит, от которого две общины Джаковица и Дечани отошли в Джаковицкий округ.

## Состав
Печский округ состоит из следующих общин:
- Печ
- Исток
- Клина

## Города
- Печ
- Исток
- Клина